# EU-Mitgliedschaft des Vereinigten Königreichs
Die Geschichte der Mitgliedschaft des Vereinigten Königreichs in der Europäischen Union begann am 1. Januar 1973 mit dem Beitritt des Vereinigten Königreichs zur Europäischen Wirtschaftsgemeinschaft (EWG), einer Vorläuferorganisation der Europäischen Union (EU). Die Mitgliedschaft endete nach 47 Jahren mit dem EU-Austritt des Vereinigten Königreichs („Brexit“) am 31. Januar 2020.
Die künftigen Beziehungen zwischen dem Vereinigten Königreich und der EU wurden in einem sogenannten Übergangszeitraum ausgehandelt, der bis zum 31. Dezember 2020 dauerte.

1. F7931E Vereinigtes Königreich
2. 003399 EU-Staaten (Stand 1. Februar 2020)

## Vorgeschichte

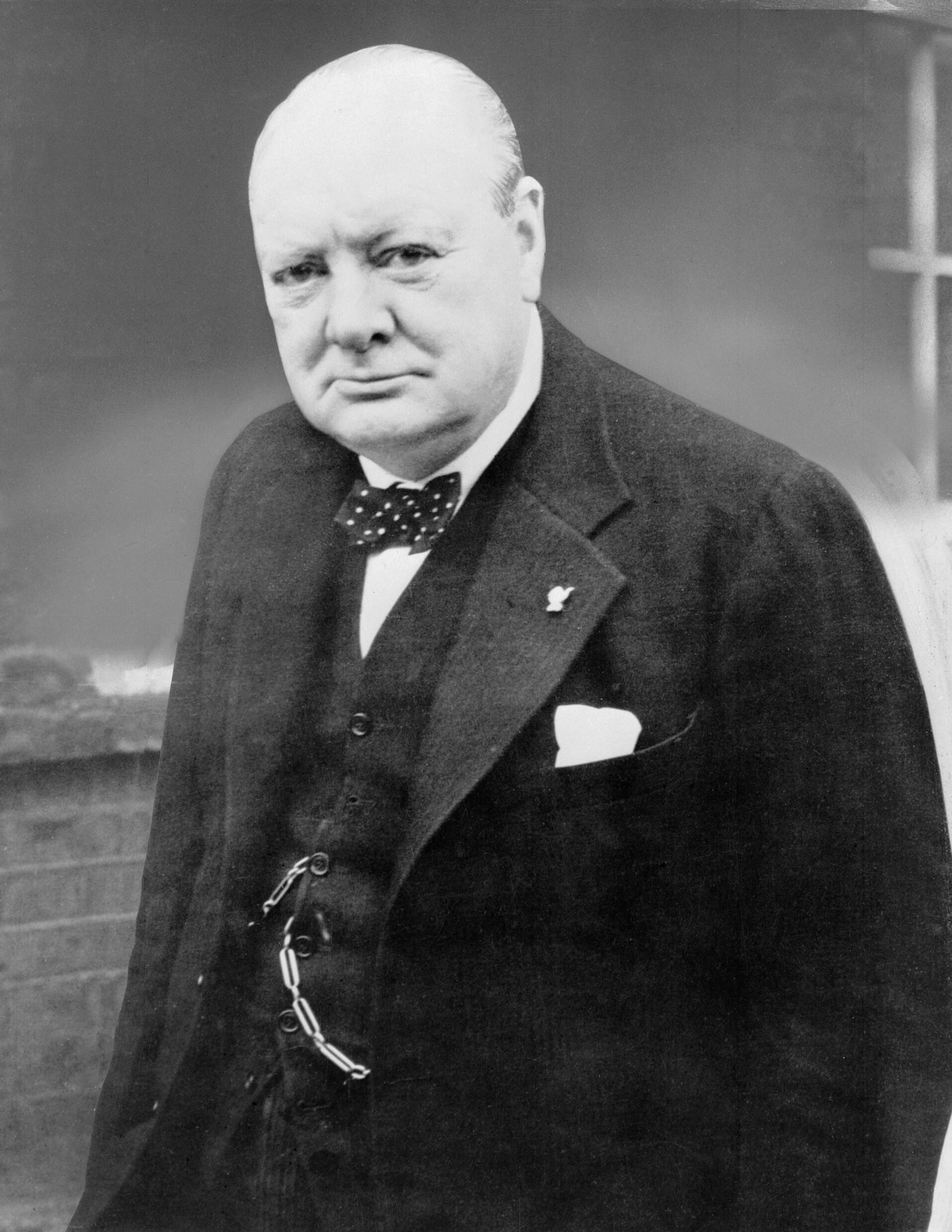
Winston Churchill

Der frühere britische Premierminister Winston Churchill gehörte nach dem Zweiten Weltkrieg zu den prominenten Befürwortern einer europäischen Integration (siehe Vereinigte Staaten von Europa). Dabei sprach er Frankreich und Deutschland eine Führungsrolle zu. Großbritannien solle zwar ein Partner dieses vereinten Europas sein, selbst aber an dessen Einigungsprozess nicht teilnehmen.
Das Vereinigte Königreich gehörte nicht zu den Unterzeichnern der Römischen Verträge, mit denen die Europäische Wirtschaftsgemeinschaft (EWG) 1957 gegründet wurde, und war stattdessen 1960 Mitbegründer der konkurrierenden Europäischen Freihandelsassoziation EFTA.
Das Vereinigte Königreich beantragte sowohl 1961 als auch 1967 die Mitgliedschaft in der EWG. Diese Beitrittsanträge scheiterten am Veto des französischen Präsidenten Charles de Gaulle, der die Ansicht vertrat, dass „eine Anzahl Aspekte der Wirtschaft Britanniens, von Arbeitspraktiken bis hin zur Landwirtschaft, […] Britannien unverträglich mit Europa [machten].“ Nach dem Rücktritt de Gaulles stellte das Vereinigte Königreich 1970 seinen dritten Antrag auf Beitritt.

## Vom EWG-Beitritt 1973 bis 1992

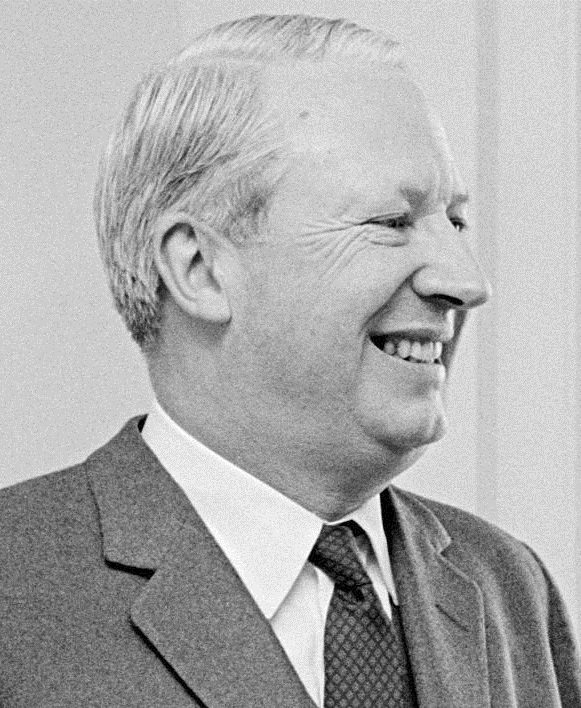
Edward Heath, Premierminister 1970–1974

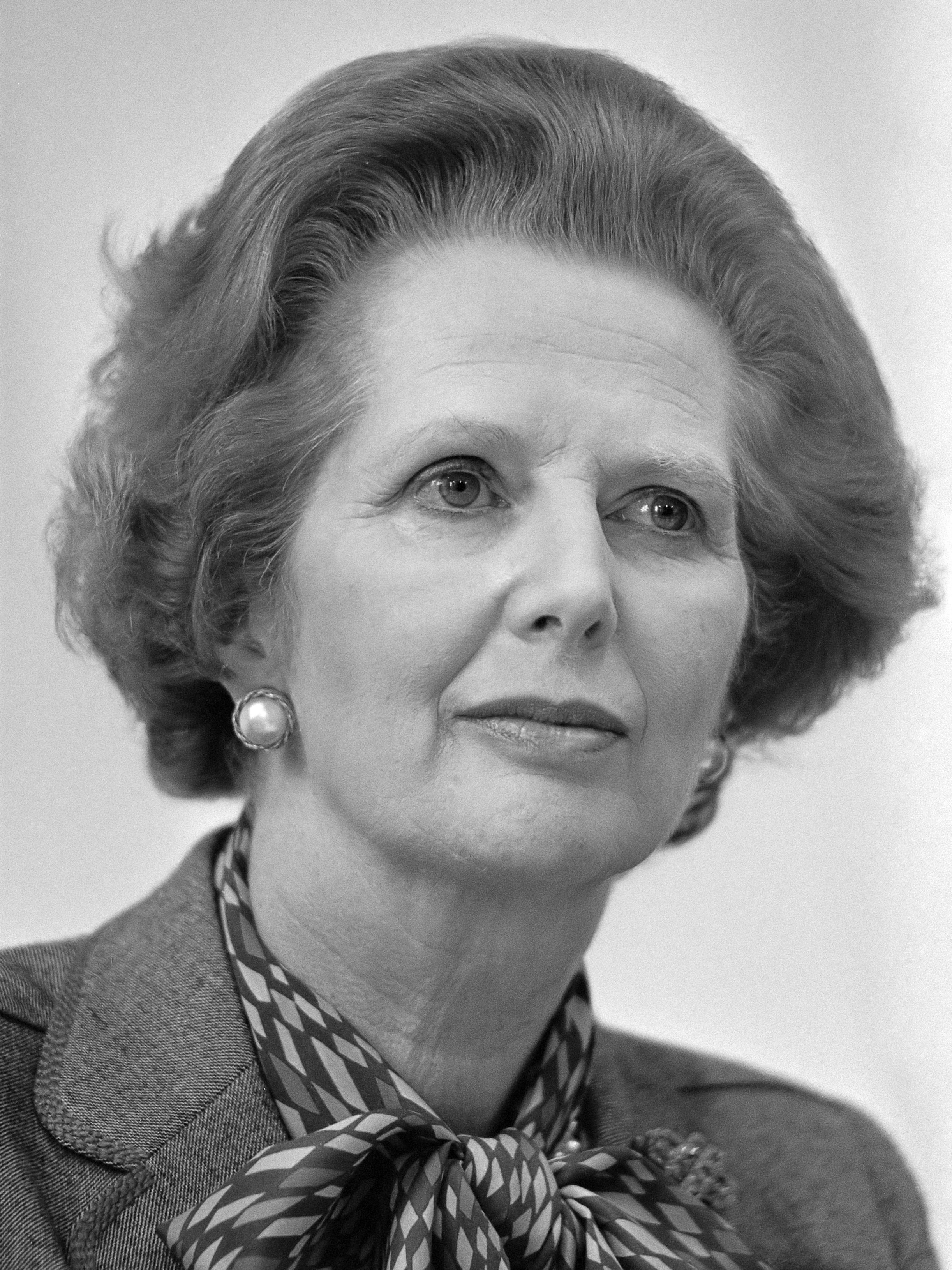
Margaret Thatcher, Premierministerin 1979–1990, befürwortete die EG-Mitgliedschaft, lehnte jedoch die weitere europäische Integration ab

Das Vereinigte Königreich trat der EWG am 1. Januar 1973 unter der konservativen Regierung von Edward Heath bei. In der Volksabstimmung 1975 sprachen sich bei 64 % Wahlbeteiligung 67 % der britischen Wähler für die Mitgliedschaft aus. Während die Konservativen und ihre Vorsitzende Margaret Thatcher (seit 1975) überwiegend pro-europäisch eingestellt waren, gab es die prominentesten EWG-Kritiker in den 1970er-Jahren und Anfang der 1980er-Jahre in den Reihen der Labour Party, insbesondere im linken Flügel. Allerdings forderte Thatcher 1979 kurz nach Amtsantritt als Premierministerin die Reduzierung der britischen Zahlungen an die EG und konnte das nach einigen Jahren auch durchsetzen.
Während führende kontinentaleuropäische Politiker wie der EWG-Kommissionspräsident Jacques Delors, der französische Präsident François Mitterrand und der deutsche Bundeskanzler Helmut Kohl weiter auf das Ziel einer politischen Union der europäischen Staaten hinarbeiteten, traten die politisch Konservativen als Skeptiker einer politischen Einigung in Erscheinung. Am 20. September 1988 sprach sich Thatcher in Brügge in einer Rede für ein Europa von unabhängigen, souveränen Staaten aus und lehnte die Vorstellung eines europäischen Bundesstaats nach dem Muster der Vereinigten Staaten von Amerika ab. Zugleich kritisierte sie die EWG-Politik, insbesondere die gemeinsame Agrarpolitik, als „schwerfällig, ineffizient und in krasser Weise kostspielig“ und forderte entsprechende Reformen im marktwirtschaftlichen Sinne.
Das Vereinigte Königreich trat im Oktober 1990 dem Europäischen Währungssystem (EWS) bei und akzeptierte damit eine partielle Aufgabe der Entscheidungsfreiheit seiner Notenbank. Der Wechselkurs des britischen Pfunds zu den übrigen Währungen im „Währungskorb“ der Europäischen Währungseinheit (ECU), darunter die D-Mark, durfte nur noch in einem bestimmten Korridor verlaufen. Einen Monat später wurde Thatcher in einer parteiinternen Revolte gestürzt, und John Major übernahm das Amt des Premierministers.

## Verträge von Maastricht 1992 und Lissabon 2007

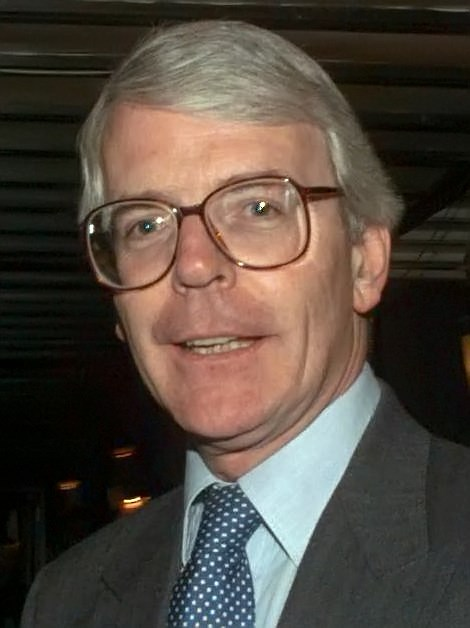
John Major, Premierminister 1990–1997, war EU-freundlich

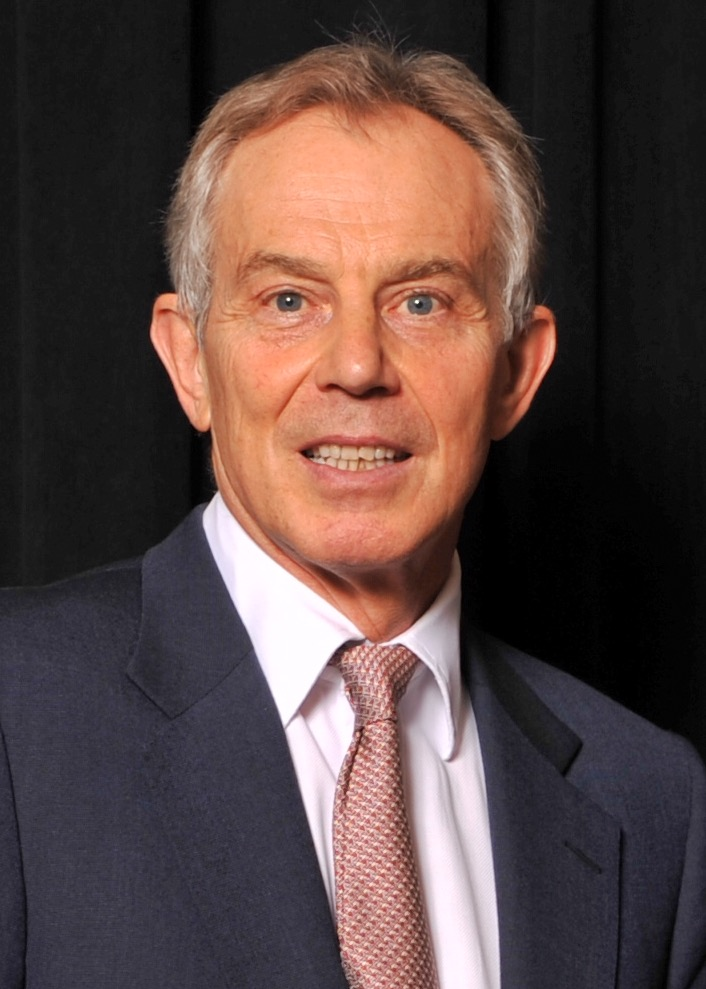
Tony Blair, Premierminister 1997–2007

Premierminister Major ließ am 7. Februar 1992 den Vertrag von Maastricht unterzeichnen. Mit dem Vertrag wurde die Europäische Union (EU) als übergeordneter Verbund für die Europäischen Gemeinschaften, für die Gemeinsame Außen- und Sicherheitspolitik und für die Zusammenarbeit in den Bereichen Justiz und Inneres gegründet. In dem Vertrag verpflichteten sich die Unterzeichnerstaaten, spätestens bis zum 1. Januar 1999 eine gemeinsame Währung einzuführen. Das Vereinigte Königreich und Dänemark unterzeichneten den Vertrag jedoch nur mit einer sogenannten Opt-out-Klausel, die es ihnen erlaubte, selbst über den Beitritt zur Währungsunion zu entscheiden. Das Vereinigte Königreich unterschrieb ebenfalls nicht das sogenannte Sozialprotokoll, das dem Vertragswerk angehängt war und Bestimmungen zu arbeitsrechtlichen Mindestnormen enthielt.
Innerhalb der Konservativen Partei war der Vertrag von Maastricht unpopulär. Eine Fraktion von „Maastricht-Rebellen“ setzte den Premierminister unter Druck. Major konnte die Ratifizierung des Maastricht-Vertrages 1993 nur unter Androhung seines Rücktritts mit Ansetzung von Neuwahlen durchsetzen.
Am 16. September 1992, auch bekannt als Schwarzer Mittwoch, zwangen massive Spekulationen gegen das britische Pfund, betrieben vor allem vom Finanzinvestor George Soros, das Pfund aus dem Europäischen Währungssystem. Es folgte am nächsten Tag die italienische Lira. Die Kosten der erfolglosen Stützungskäufe der Bank of England bezifferten sich auf mehrere Milliarden Pfund. Es folgte eine Wirtschaftskrise mit hoher Arbeitslosigkeit bis 10 %. Langfristig litt das Vertrauen der Wählerschaft in die wirtschaftspolitische Kompetenz der Konservativen Partei, und der Glaube an ein europäisches Währungsprojekt war nachhaltig erschüttert.
Infolgedessen kam in den 1990er Jahren erstmals die Idee eines Referendums über einen EU-Austritt des Vereinigten Königreichs auf. 1994 gründete der Milliardär James Goldsmith die Referendum Party, die aber keinen Wahlkreis gewinnen konnte und sich kurz nach dem Tod ihres Gründers 1997 wieder auflöste. Die 1991 gegründete europaskeptische Partei UKIP erlangte stattdessen eine größere Bedeutung, blieb aber weit hinter den Wahlergebnissen der etablierten Parteien zurück.
Bei der Unterhauswahl 1997 gelangte mit großer Mehrheit die Labour-Partei unter Tony Blair in die Regierungsverantwortung, der die EU-Mitgliedschaft befürwortete und ein Referendum über den Beitritt des Königreichs zur sogenannten „Eurozone“ ankündigte. Der von Blair berufene Schatzkanzler Gordon Brown intervenierte allerdings erfolgreich gegen eine mögliche Ablösung des Pfunds durch den Euro, und das Referendum zu dieser Frage wurde nie durchgeführt.
Brown war von 2007 bis 2010 Blairs Nachfolger. Er unterschrieb im Dezember 2007 den Vertrag von Lissabon, allerdings nicht im Rahmen der offiziellen Zeremonie, sondern einige Stunden später, da er im fraglichen Augenblick „einen Termin mit Vertretern von Ausschüssen“ hatte. Artikel 50 des Vertrags regelt erstmals den Austritt eines Mitgliedstaates.

## Migration

Migrationsstatistik des Vereinigten Königreichs

Bis zum Jahr 2004 gab es, verglichen mit späteren Jahren, eine geringe Einwanderung von jährlich circa 10.000 Staatsangehörigen anderer EU-Mitglieder in das Vereinigte Königreich. Als im Rahmen der EU-Erweiterung 2004 zehn neue Länder aus Ost-, Südost- und Südeuropa beitraten, begrenzten die meisten älteren Mitglieder wie Deutschland oder Österreich durch Übergangsregelungen den Zustrom von Arbeitskräften aus den Beitrittsstaaten. In Deutschland lag die Arbeitslosenquote in den Jahren 2004 und 2005 bei 11 %, im Vereinigten Königreich im selben Zeitraum nur bei etwa 5 %, und in einigen Branchen war die Nachfrage nach Arbeitskräften hoch.
Die Regierung von Tony Blair verzichtete in Übereinkunft mit Vertretern aus der britischen Wirtschaft auf Beschränkungen für Arbeitnehmer aus den neuen EU-Staaten. Bestimmte Personengruppen, etwa polnische Ärzte, wurden im Gegenteil gezielt angeworben. Dadurch stieg die Immigration aus diesen Ländern stark an, insbesondere aus Polen und Litauen. Zwischen 1998 und 2008 stieg die Zahl der im Vereinigten Königreich lebenden Polen von 100.000 auf 600.000 Personen. Im Juni 2016 arbeiteten 2,1 Millionen Menschen aus anderen europäischen Ländern im Vereinigten Königreich.
Der Anstieg der Arbeitslosigkeit als mutmaßlicher Folge der Finanzkrise ab 2007 rückte die Konkurrenz der Einwanderer auf dem Arbeitsmarkt ins Bewusstsein der Briten und verstärkte in Teilen der Bevölkerung das Gefühl der Überfremdung. Die massive Immigration wurde mitverantwortlich gemacht für die Verknappungen auf dem Wohnungsmarkt und Engpässe im National Health Service (NHS). Die britischen Behörden versorgten die eintreffenden Einwanderer nicht ausreichend mit Wohnraum. Die entstehenden wilden Migrantencamps wurden in Brexit-freundlichen Teilen der Presse an prominenter Stelle vorgeführt, zum Beispiel 2015 der Manchester Jungle.

## Camerons Weg zum Austrittsreferendum (2010–2015)

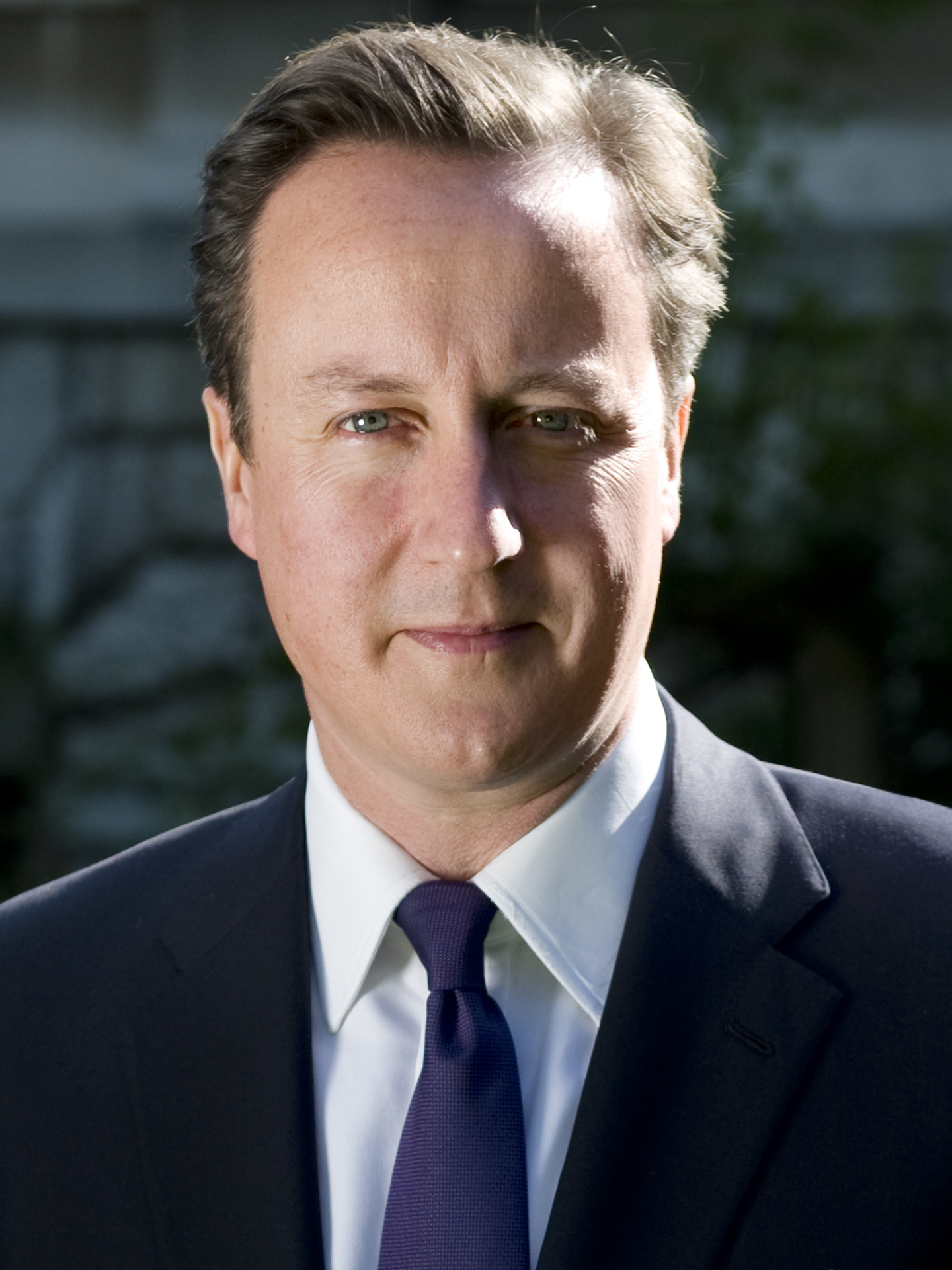
David Cameron, Premierminister 2010–2016, kündigte 2013 das Referendum zur EU-Mitgliedschaft an

Seit der Unterhauswahl 2010 amtierte der Konservative David Cameron als gemäßigt-euroskeptischer Premierminister. Bis 2015 führte er zusammen mit den Liberaldemokraten eine Koalition; seit der deutlich gewonnenen Unterhauswahl 2015 konnte er aufgrund des Mehrheitswahlrechts wieder eine Alleinregierung führen, obwohl die europakritische UK Independence Party enorm an Zuspruch gewonnen und sich das britische Parteiensystem allgemein zergliedert hatte. Dies wird auf Camerons Zusage zum schottischen Unabhängigkeitsreferendum 2014 und sein Versprechen eines künftigen Referendums über die britische EU-Mitgliedschaft zurückgeführt.
Die Forderung der traditionellen EU-Skeptiker in der Konservativen Partei nach einem EU-Mitgliedschaftsreferendum wies Cameron am 29. Juni 2012 noch zurück, erklärte aber schon am nächsten Tag, er wolle in Bezug auf die EU „das Beste für das Vereinigte Königreich“ erreichen. Dafür ziehe er unter Umständen auch ein Referendum in Betracht, wenn die Zeit dafür reif sei.
Am 23. Januar 2013 kündigte Cameron an, im Fall seiner Wiederwahl im Mai 2015 werde er spätestens im Jahr 2017 ein Referendum im Vereinigten Königreich über den Verbleib des Landes in der EU abhalten lassen. Zuvor wolle er mit den europäischen Partnern verhandeln, um eine Reform der EU insbesondere in Bezug auf Einwanderung und staatliche Souveränität zu erreichen. Der Oppositionsführer Ed Miliband warf ihm am selben Tag in der Unterhausdebatte vor, das Referendum als Reaktion auf steigende Umfragewerte der EU-kritischen UKIP vorzuschlagen. Nach den Ankündigungen Camerons stieg der Zuspruch zur EU in den Umfragen bis etwa Mitte 2015 an.
Die Europawahl 2014 zeigte, dass sich das Lager der überzeugten EU-Gegner innerhalb der Wählerschaft verfestigte und EU-skeptische Haltungen weit in die Mitte hineinwirkten. Bei einer geringen Wahlbeteiligung von nur 35,6 %, wurde UKIP mit 27,5 % erstmals stärkste Kraft im Vereinigten Königreich und nunmehr ein ernstzunehmender Kontrahent auch für nationale Wahlen. Bei der Unterhauswahl 2015 gewann UKIP fast vier Millionen Stimmen (12,6 %), die jedoch bedingt durch das Wahlsystem in nur einen von 650 Unterhaussitzen mündeten. Die Konservativen hingegen gewannen die absolute Mehrheit der Sitze. UKIP bezog ihre Anhänger vor allem aus dem Wählerpotential der Konservativen Partei.
Das von Cameron nach der Unterhauswahl eingebrachte Gesetz über ein EU-Referendum wurde im Dezember 2015 verabschiedet.
Der Wortlaut der Abstimmungsfrage laut Artikel 1 war: „Soll das Vereinigte Königreich ein Mitglied der Europäischen Union bleiben oder die Europäische Union verlassen?“ (Should the United Kingdom remain a member of the European Union or leave the European Union?) Die Antwortmöglichkeiten waren „Mitglied der Europäischen Union bleiben“ (Remain a member of the European Union) und „Die Europäische Union verlassen“ (Leave the European Union).

## Entwicklungen 2016

### Reformverhandlungen mit der EU
Ende Januar 2016 begann die Schlussphase der Verhandlungen zwischen dem Vereinigten Königreich und der EU. Die wichtigsten Forderungen David Camerons gegenüber der EU betrafen vier Punkte:
- EU-Länder ohne Euro dürften von der Staatengemeinschaft nicht benachteiligt werden.
- Bürokratie müsse abgebaut werden.
- Es müsse verbindlich vereinbart werden, dass das vertraglich verankerte Ziel einer immer engeren Union nicht länger für das Vereinigte Königreich gelten solle.
- Die Einwanderung von Staatsbürgern anderer EU-Mitgliedstaaten müsse verringert werden.

Es war absehbar, dass das Abstimmungsverhalten beim Referendum vom Ergebnis der EU-Reformverhandlungen abhängen würde, insbesondere bei den Themen „Benachteiligung des Vereinigten Königreichs durch die Eurozonenländer“ und „Einwanderung“. Beim abschließenden Gipfeltreffen am 18. und 19. Februar in Brüssel kam eine Einigung zustande. Die zentrale Reformforderung zur Begrenzung der Einwanderung wurde so gelöst, dass jedes EU-Land einen „Einwanderungsnotstand“ bei der EU-Kommission beantragen dürfe; wenn die Kommission entscheiden sollte, dass ein solcher Notstand vorliege, dürfe das betroffene EU-Land vier Jahre lang reduzierte Sozialleistungen an neu ankommende EU-Ausländer zahlen. Am 20. Februar gab Cameron in London den 23. Juni 2016 als Termin für das Referendum bekannt.

### Innenpolitische Auseinandersetzung

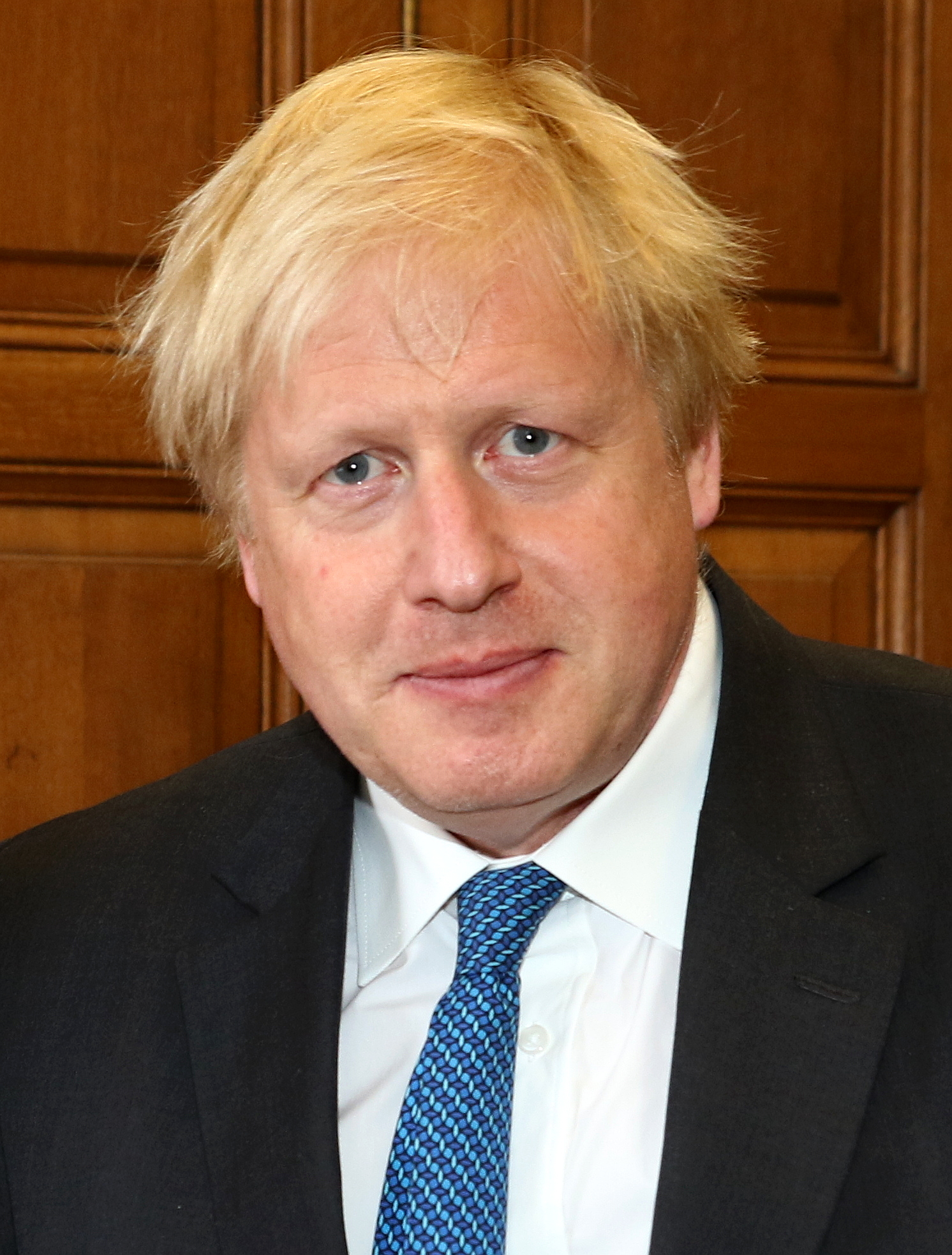
Boris Johnson, Außenminister 2017–2018

Den Gegnern der britischen EU-Mitgliedschaft gingen die Reformen nicht weit genug. Am 21. Februar 2016 erklärte Londons früherer Bürgermeister Boris Johnson (Konservative Partei), dass er sich der Kampagne für den EU-Austritt anschließe, nachdem er zwei Tage zuvor eindringlich für die EU plädiert hatte. Unter anderem verbreitete er als Parole auf seinem Kampagnenbus die umstrittene Behauptung, das Königreich überweise der EU jede Woche 350 Millionen Pfund, die man besser in den britischen Gesundheitsdienst investieren würde. Tatsächlich betrug die geschätzte Überweisungssumme 248 Millionen Pfund pro Woche. Die Vertreter der Remain-Kampagne (Premierminister Cameron und sein Schatzkanzler George Osborne) wiesen auf die Wichtigkeit des EU-Binnenmarktes für die britische Wirtschaft hin.
Die Immigration wurde zu einem Hauptthema in der politischen Auseinandersetzung vor dem EU-Mitgliedschaftsreferendum 2016. Die Brexit-Befürworter argumentierten, dass das Vereinigte Königreich die Kontrolle über seine Grenzen zurückgewinnen müsse, um die Zuwanderung einzudämmen. Johnson und seine Mitstreiter betonten, die Einwanderung müsse nach australischem Vorbild unter Kontrolle gebracht werden. Der Einwanderungskompromiss mit der EU wurde von der Remain-Kampagne hingegen kaum als Argument vorgebracht.
Der britische Geschäftsmann Arron Banks unterstützte die britische Unabhängigkeitspartei UKIP unter ihrem Vorsitzenden Nigel Farage und die von ihm mitbegründete Brexit-Kampagne Leave.EU mit insgesamt zwölf Millionen Pfund, der bisher höchsten bekanntgewordenen politischen Spende im Vereinigten Königreich. Woher Banks, der russische Kontakte im Zusammenhang mit seiner Förderung des Brexit erst abstritt, dann auf Grund eigener Mails einräumen musste, das Geld für diese Spende hatte, wurde zum Gegenstand amtlicher Ermittlungen.

### Referendum 2016
Beim Referendum am 23. Juni 2016 betrug die Wahlbeteiligung 72,2 %, insgesamt 33.551.983 Wahlberechtigte gaben eine gültige Stimme ab. 51,89 % von ihnen stimmten für den Austritt des Vereinigten Königreichs aus der EU und 48,11 % für den Verbleib. Im EU-freundlichen Schottland und bei der EU-freundlichen jüngeren Bevölkerung war die Wahlbeteiligung überdurchschnittlich niedrig.
Das Referendum war eine rein konsultative Volksbefragung und weder für die Regierung noch für das Parlament bindend. Es war dennoch ein entscheidendes Ereignis auf dem Weg zum EU-Austritt.

## Ergebnisse von Umfragen

Entwicklung der Meinungsumfragen ab Ende 2012 bis Mitte 2016:
für den Verbleib in der EU
für den Austritt aus der EU
unentschlossen

Umfragen seit dem EWG-Beitritt 1973 bis Ende 2015 zeigten überwiegend Zustimmung zur EWG- bzw. EU-Mitgliedschaft. Eine hervorstechende Ausnahme war das Jahr 1980, das erste Amtsjahr von Premierministerin Margaret Thatcher, in dem in Umfragen die höchste je gemessene Ablehnung mit 65 % (contra EWG) zu 26 % (pro EWG) ermittelt wurde. Nachdem Thatcher 1984 einen Rabatt der britischen Beitragszahlungen ausgehandelt hatte, behielten die EWG-Befürworter in den Umfragen stets die Oberhand, mit Ausnahme des Jahres 2000, als Premierminister Tony Blair zeitweilig eine engere EU-Anbindung inklusive Einführung des Euros befürwortete, und um 2011, als sich die Einwanderung ins Vereinigte Königreich immer stärker bemerkbar machte. Noch im Dezember 2015 gab es laut dem Marktforschungsinstitut ComRes eine klare Mehrheit für den EU-Verbleib, allerdings würde das Wahlverhalten stark vom Ergebnis der EU-Reformverhandlungen abhängen, insbesondere in Bezug auf die Themen „Benachteiligung Britanniens durch die Eurozonenländer“ und „Einwanderung“.

Vergleich des Referendums 1975 mit dem Referendum 2016

In den meisten Umfragen seit Mitte 2014 hatten sich die Wähler mehrheitlich für den Verbleib ihres Landes in der EU ausgesprochen. In den letzten Monaten vor dem Referendum am 23. Juni 2016 zeigten sich die Lager von Brexit-Befürwortern und Brexit-Gegnern in Umfragen annähernd gleich stark. Die Organisation NatCen Social Research etablierte die Website whatukthinks.org und veröffentlichte auf dieser als Poll of Polls die Mittelwerte aus jeweils sechs aktuellen Umfragen zum potenziellen Wählerverhalten beim Referendum über den Verbleib des Vereinigten Königreichs in der Europäischen Union. Seit Oktober 2015 lagen die Brexit-Gegner stets mit wenigen Prozentpunkten vorn, nur am 12. Mai 2016 und zwischen dem 12. Juni und dem 17. Juni 2016 führten die Brexit-Befürworter mit knapper Mehrheit.
Am 16. Juni 2016 wurde die Labour-Abgeordnete Jo Cox ermordet. Der Attentäter rief bei der Tat „Britain first!“ Cox war für ethnische Diversität in ihrem Wahlkreis, für die EU-Mitgliedschaft und insbesondere für die Aufnahme von mehr Flüchtlingen eingetreten. Beide Lager unterbrachen ihre Kampagnen für drei Tage und setzten sie am 19. Juni fort. Am 20. Juni fand im Parlament eine Gedenksitzung für Jo Cox statt.
Nach dem Mord an Jo Cox schien sich die Stimmung laut den Umfragen wieder zugunsten der Brexit-Gegner zu ändern. Sechs Umfragen in der letzten Woche vor dem Referendum (im Zeitraum 16. bis 22. Juni) ergaben im Durchschnitt einen Vorsprung der Brexit-Gegner von 52 % zu 48 %. Am Tag vor dem Referendum schätzten die Buchmacher der Wettbüros die Wahrscheinlichkeit für einen Brexit auf etwa 25 %. Der Ausgang des Referendums am 23. Juni kam daher für viele überraschend.
Seit dem Brexit spricht sich mittlerweile wieder eine relative Mehrheit der Briten für einen erneuten Beitritt zur EU aus.